# Palazzo Margherita

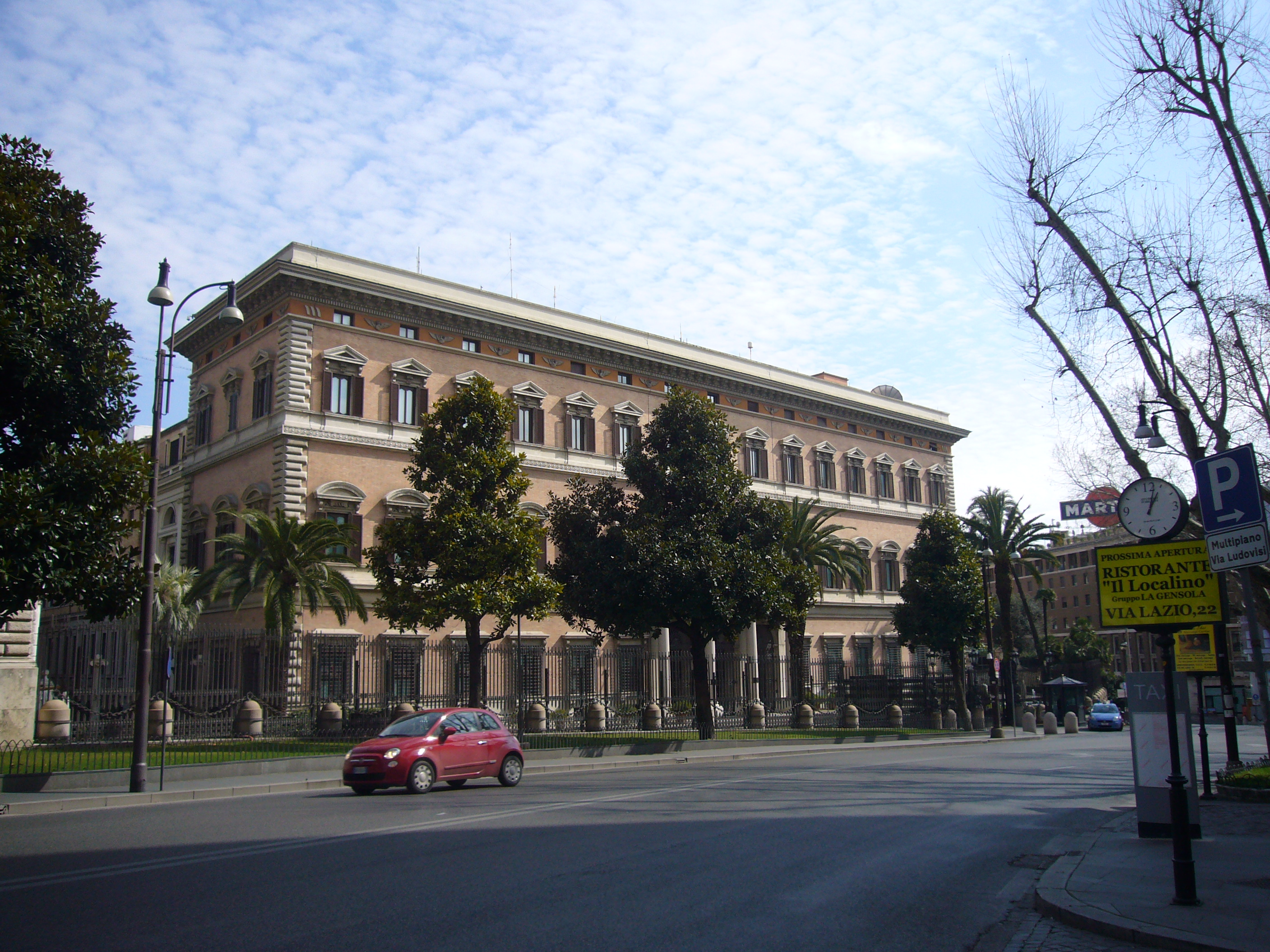
Palazzo Margherita

El Palazzo Margherita, o palau Piombino, és un palau ubicat a la Via Veneto, a Roma. Va ser construït entre 1886 i 1890 per Gaetano Koch per al príncep Rodolfo Boncompagni Ludovisi, príncep de Piombino, en una part ja desapareguda de la Vil·la Ludovisi. L'alt cost del palau va obligar el príncep a vendre-la a l'Estat italià. El palau porta el nom de la reina Margarida de Savoia-Gènova, que va viure allà després de l'assassinat del seu marit, Humbert I a Monza el 1900, fins a la seva mort el 1926. El 1931 va ser adquirit pel govern dels Estats Units i actualment és la seu de l'ambaixada estatunidenca a Itàlia.